# Dolina gejzira
Dolina gejzira (ruski: Долина гейзеров, Dolina gejzerov) je polje gejzira na poluotoku Kamčatki u Rusiji. 
Ovo polje ima drugu najveću koncentraciju gejzira na svijetu, dugo je oko 6 km s oko devedeset gejzira i mnogim vrućim izvorima uglavnom na lijevoj obali rijeke Gejsernaje. Pronađene temperature mogu biti i 250 °C na 500 m ispod terena. Dolina gejzira je dio rezervata prirode Kronocki, koji je pak ugrađen u Svjetsku kulturnu baštinu "vulkana Kamčatke". Do doline je teško doći helikopteri pružaju jedino moguće prijevozno sredstvo. Gejziri su oštećeni 3. lipnja 2007. godine kada je u nanosima blata poplavljeno dvije trećine doline.

## Vanjske poveznice
- NASA Earth Observatory  Arhivirana inačica izvorne stranice od 25. listopada 2007. (Wayback Machine)